# Zosichrysia
Zosichrysia là một chi hoặc phân chi bướm đêm thuộc họ Noctuidae. Đôi khi nó được coi như một phân chi của Diachrysia. Theo Beck, nó nên được phân loại như một chi riêng biệt.